# Corrente Equatorial Norte

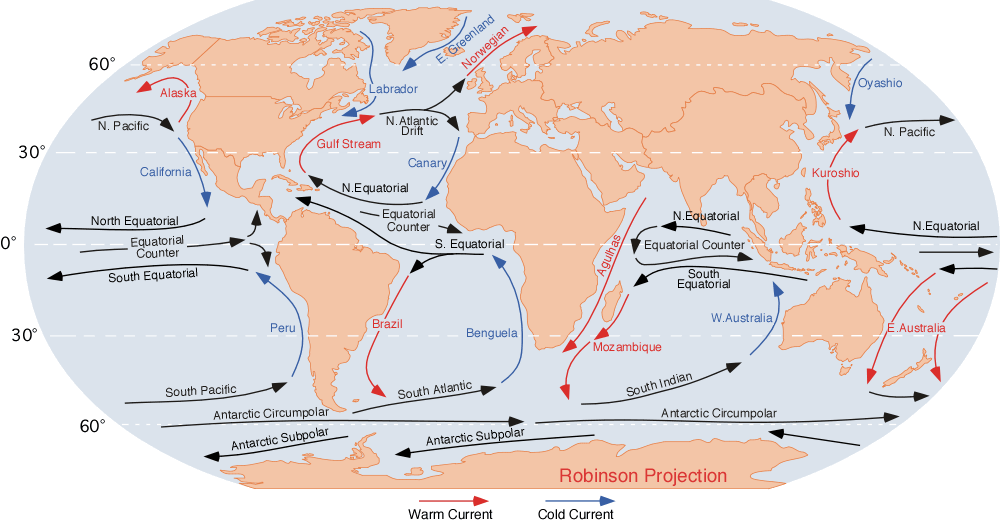
Mapa das correntes oceânicas.

A Corrente Equatorial Norte (NEC) é uma significativa corrente dos oceanos Pacífico e Atlântico. Origina-se no nordeste do Oceano Atlântico através da corrente das Canárias e segue, impulsionada pelo vento, de leste para oeste. Não apresenta variação sazonal importante. Encontra-se basicamente perto do equador, embora sua localização varie nos diferentes oceanos. No  Pacífico  e no  Atlântico, fica aproximadamente entre 5° e 20°N; no Oceano Índico, fica muito próxima à linha do equador. Sua profundidade varia desde a superfície do mar a até 400 m, no Pacífico Ocidental.
A Corrente Norte Equatorial representa  o ramo sul do giro subtropical do Atlântico Norte.

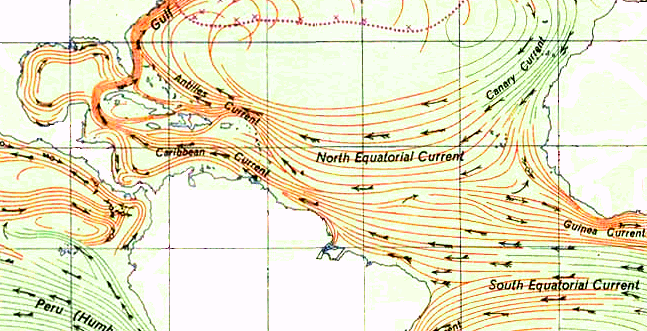
Detalhe da Corrente Equatorial Norte.